# Église Saint-Ferréol de la Pava
Pour les articles homonymes, voir Saint-Ferréol.
L'église Saint-Ferréol de la Pava (ou Sant Ferriol de la Pava) est une église préromane du Xe siècle située dans le hameau La Pava (commune d'Argelès-sur-Mer), dans le département français des Pyrénées-Orientales en région Occitanie.
Elle était initialement dédiée à saint Alexandre et reste encore connue également sous le nom d'église Saint-Alexandre de la Pava.

## Situation
| \| Ermitage de Saint-Ferréol-de-la-Pave \| Situation par rapport aux sites préromans des Pyrénées-Orientales. |
| Ermitage de Saint-Ferréol-de-la-Pave                                                                          |

## Historique
La partie la plus ancienne de l'édifice est une chapelle préromane, sans doute du Xe siècle, placée initialement sous le vocable de Saint-Alexandre et composée d'une nef unique rectangulaire prolongée vers l'est d'une abside circulaire. Les murs de la nef semblent avoir été rénovés au cours du XIe siècle puis, à une époque inconnue que les historiens placent entre le XVIIe siècle et le XIXe siècle, l'église est agrandie d'une autre nef, également rectangulaire mais plus grande, dans le même axe, à l'ouest.
L'église est mentionnée du XIIe siècle au XIVe siècle sous le nom de S. Alexandro de la Pausa, puis est consacrée à sainte Marie et, en 1858, à saint Ferréol qui avait l'avantage d'avoir le même prénom que l'archiprêtre du Vallespir de l'époque.
L'église a été le siège d'un ermitage.
Elle fait l'objet d'une inscription au titre des monuments historiques depuis le 28 novembre 1991.

## Architecture
Le chevet présente une maçonnerie de moellon avec des traces d'opus spicatum (appareil en arête de poisson) typiquement préroman.
À l'intérieur, l'abside présente un plan au sol en forme d'arc outrepassé typique de l'architecture préromane de tradition wisigothique qui imprègne la région.

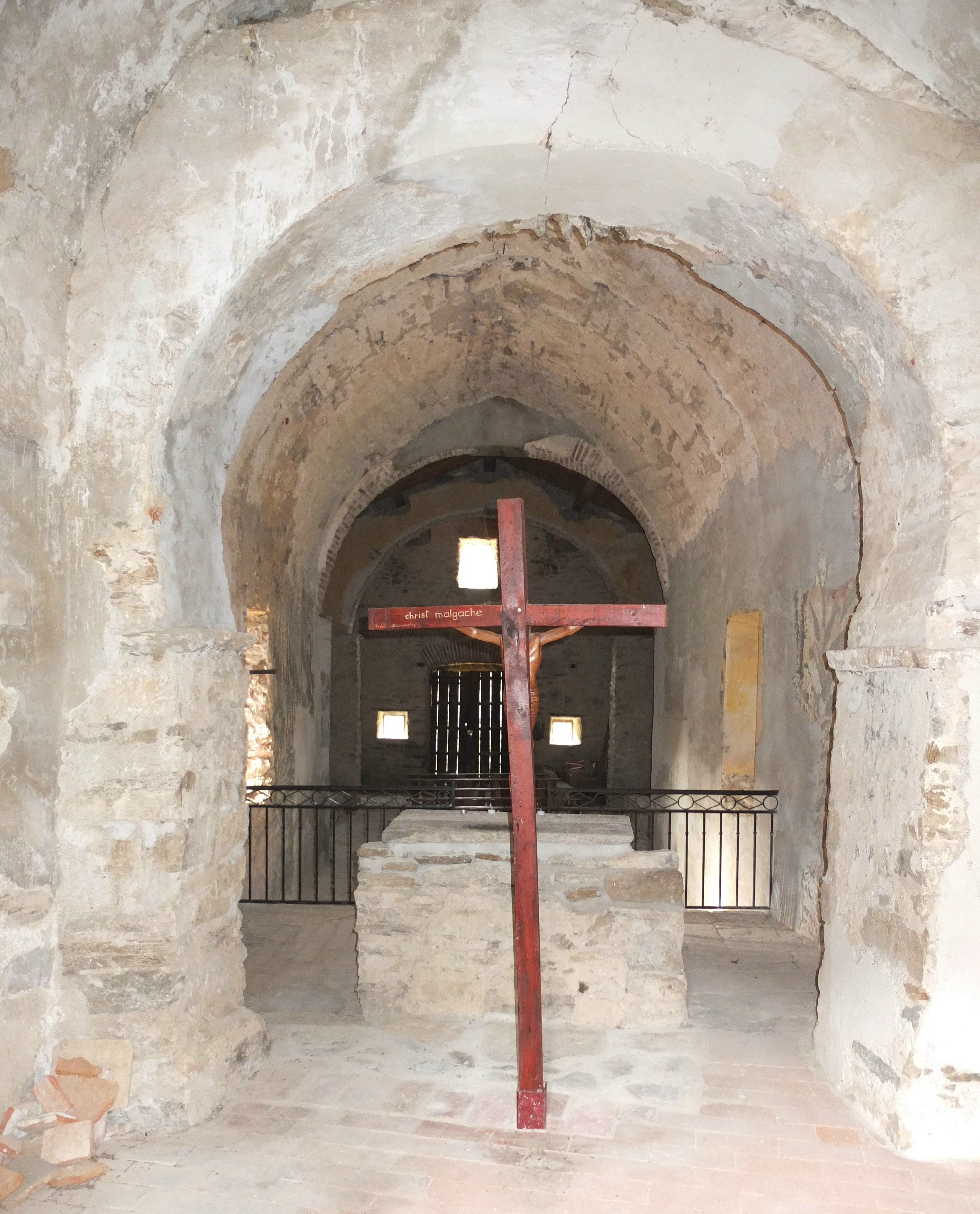
L'intérieur de la chapelle.
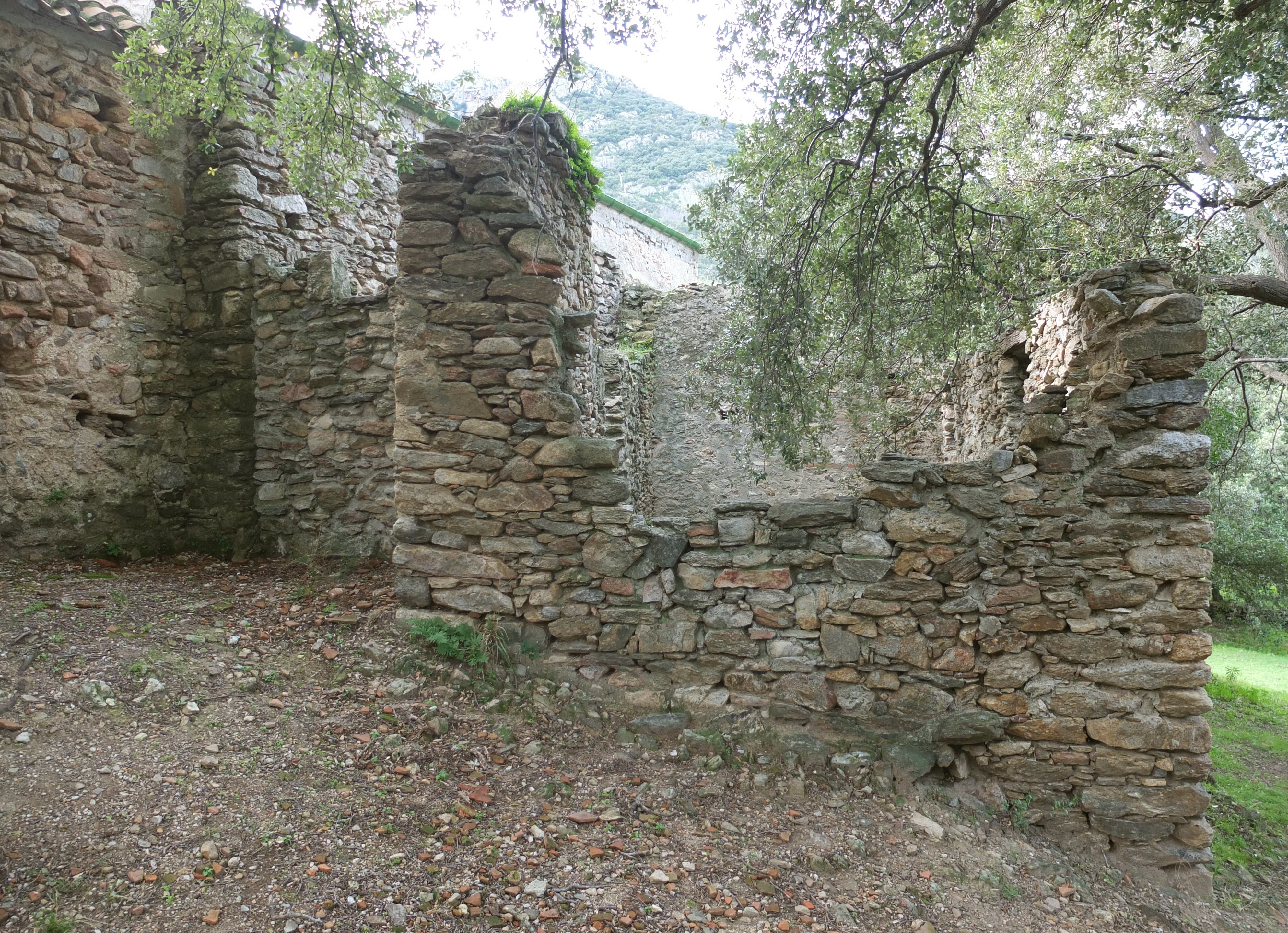
Bâtiment annexe.
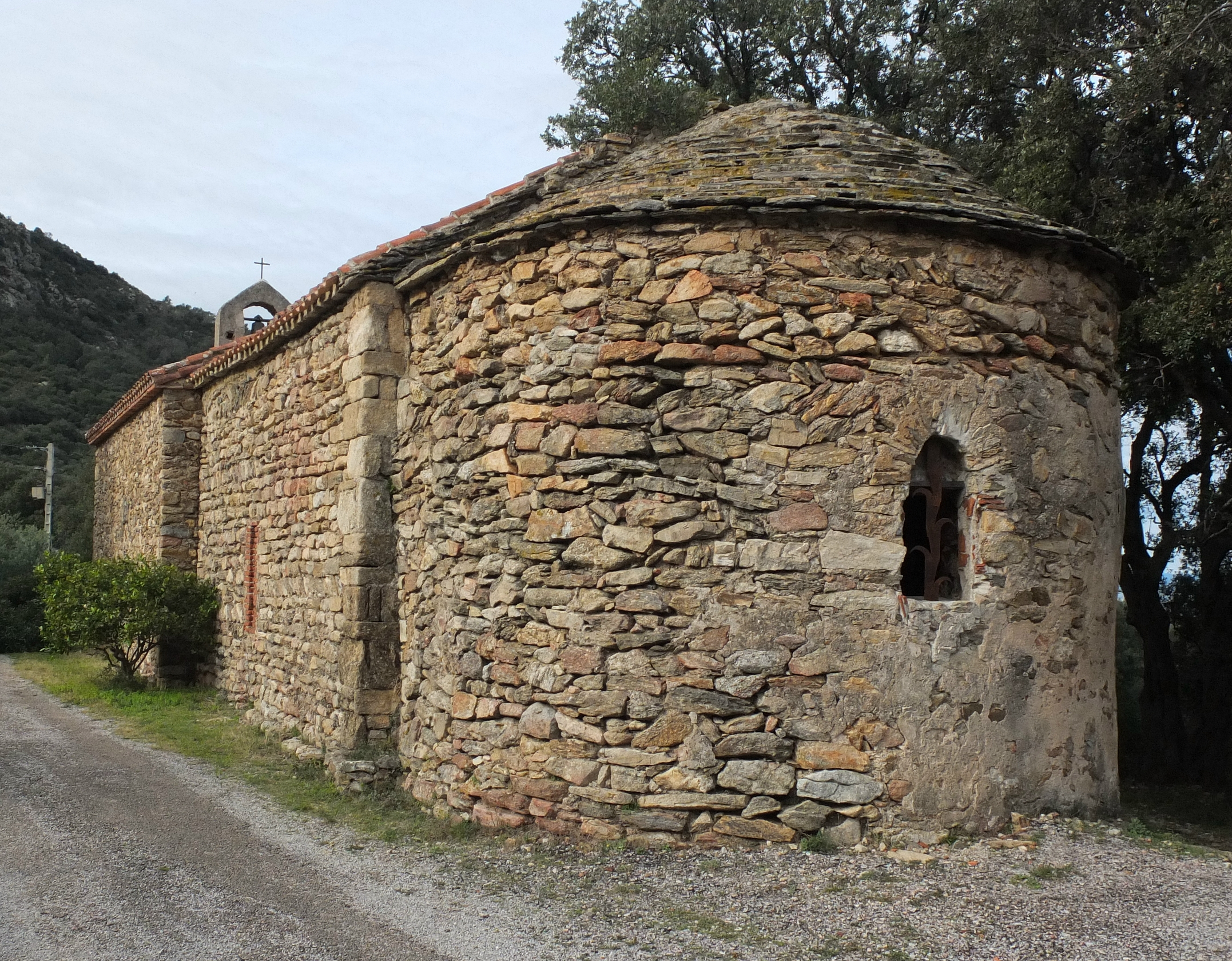
Vue du sud-est.
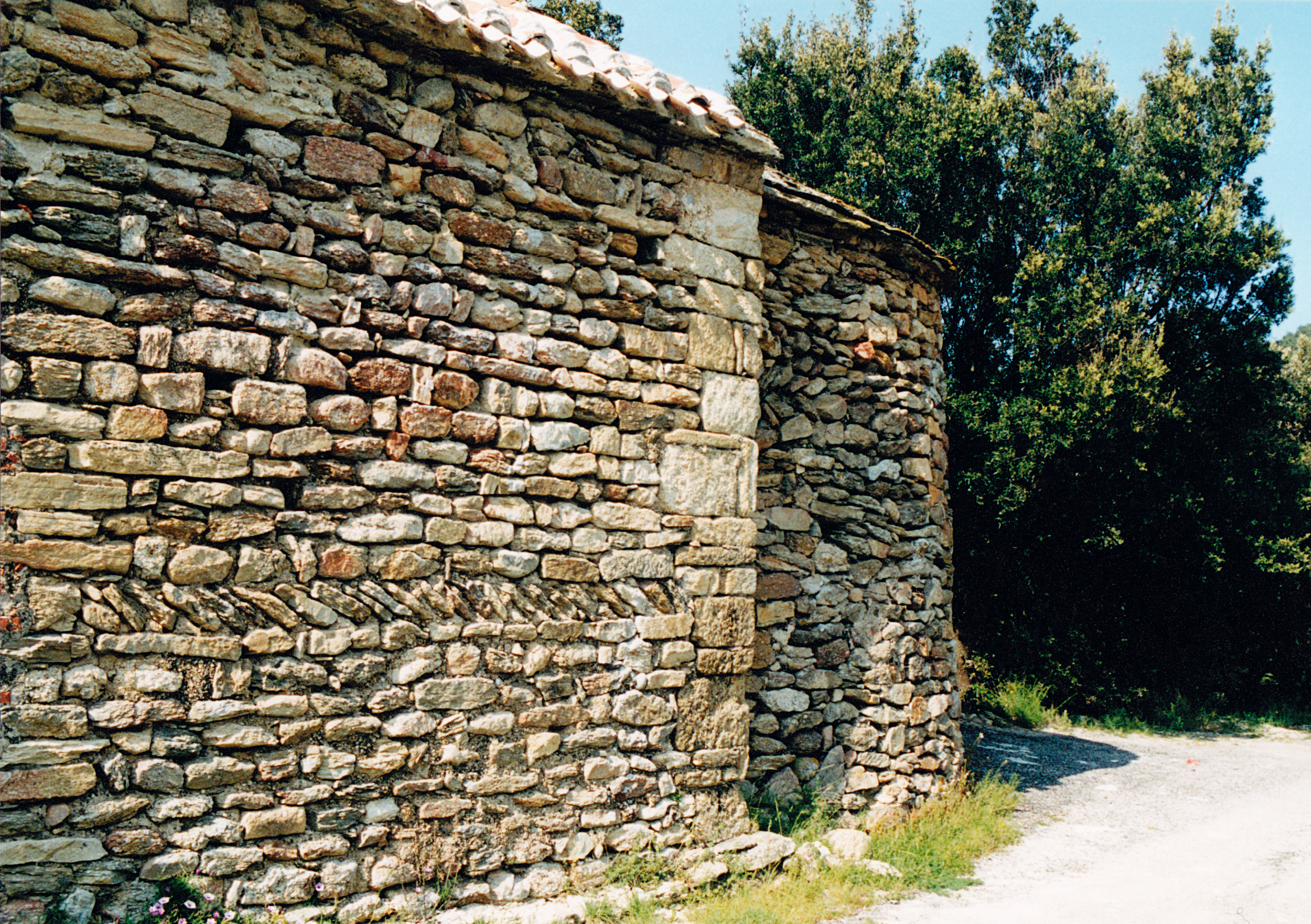
Opus spicatum du chevet.